# Бјелајце
Бјелајце је насељено мјесто у општини Мркоњић Град, Република Српска, БиХ. Према попису становништва из 2013. у насељу је живјело 695 становника.

## Географија
Удаљено је 6 километара од Мркоњић Града.

## Култура
У селу ради основна школа „Бранко Ћопић“, која је почела са радом 1909. године (под другим именом) у тадашњој Аустроугарској. У састав матичне школе улазе и подручне школе из Баљвина, Магаљдола и Густоваре.

## Становништво
Према службеном попису становништва из 1991. године, село Бјелајце је имало 980 становника. Срби су чинили око 77% од укупног броја житеља.
| Националност       | 1991.        | 1981.        | 1971.        | 1961. |
| Срби               | 753 (76,83%) | 826 (77,99%) | 820 (80,00%) | 659   |
| Муслимани          | 127 (12,95%) | 95 (8,97%)   | 75 (7,31%)   |       |
| Хрвати             | 83 (8,46%)   | 113 (10,67%) | 120 (11,70%) | 102   |
| Југословени        | 9 (0,91%)    | 24 (2,26%)   | 0            | 132   |
| Црногорци          |              | 1            | 2            |       |
| остали и непознато | 8 (0,81%)    | 1 (0,09%)    | 10 (0,97%)   |       |
| Укупно             | 980          | 1.059        | 1.025        | 893   |

| Демографија | Демографија | Демографија |
| Година      | Становника  | Становника  |
| ----------- | ----------- | ----------- |
| 1961.       | 893         |             |
| 1971.       | 1.025       |             |
| 1981.       | 1.059       |             |
| 1991.       | 980         |             |
| 2013.       | 695         |             |